# Herzogenhorn
Herzogenhorn is een berg in het Zwarte Woud met een hoogte van 1415,2 meter. Deze ligt in de gemeente Bernau im Schwarzwald in het Landkreis Waldshut en is onderdeel van het natuurgebied Feldberg. De berg is een prominent wandelgebied, en in de winter kan er worden gelanglauft.
Op de Herzogenhorn ontspringen de beken Krunkelbach, Kriegsbach en Prägbach, die allen uitmonden in de Wiese.